# ダウンストリーム (ソフトウェア開発)
ダウンストリーム (英: downstream) とは、ソフトウェア開発においては、ソースコードとして配布されるソフトウェアが元の作成者またはソフトウェア保守者から離れる方向を指す。たとえば、ダウンストリームに送信されたパッチは、フォークされたソフトウェアプロジェクトの開発者または保守者に提供される。受信した開発者または保守者は、承認後、ソフトウェアフォークにパッチをすぐに、または将来のリリースで統合する。
対照的に、元の開発チームにコードを送信する方向はアップストリーム (ソフトウェア開発)を参照。